# Río Matanza-Riachuelo
Der Río Matanza-Riachuelo, besser bekannt als Riachuelo, ist ein 64 km langer Fluss in der Provinz Buenos Aires in Argentinien. Er mündet in Buenos Aires in den Río de la Plata.

## Beschreibung
Von seiner Quelle bis zur La-Noria-Brücke auf der Avenida General Paz ist der Fluss als Río La Matanza bekannt und von da an als Riachuelo. In seinem 2240 km² großen Stromgebiet leben rund 3,5 Mio. Menschen.
Die Hauptzuflüsse des Riachuelo sind der Cañuelas, Chacón und Morales in der Provinz Buenos Aires und der Cildánez in der Region Gran Buenos Aires.
Der Südost-Wind Sudestada hindert regelmäßig den Riachuelo daran, den Río de la Plata zu erreichen, was regelmäßig zu Überschwemmungen in tiefer gelegenen Gebieten wie La Boca und Barracas führt. Seit 1995 wurde eine Reihe von Maßnahmen durchgeführt, um solchen Überflutungen vorzubeugen.

## Umweltprobleme
Der Wasserlauf empfängt große Mengen an Industrieabwässern von den zahlreichen Fabriken entlang seiner Ufer, besonders von Färbereien, weshalb der Riachuelo sehr verschmutzt ist. Zu den gefährlichsten Schadstoffen gehören Schwermetalle und Schmutzwasser aus den nicht mehr aufnahmefähigen Bodenschichten des Stromgebietes.
1993, während der Regierung von Carlos Menem, präsentierte die Umweltministerin María Julia Alsogaray ein Dreijahresprojekt, um den Riachuelo zu säubern. Das Projekt wurde jedoch nie vollendet. Alsogaray wurde wegen des Missbrauchs öffentlicher Gelder verurteilt. Laut der argentinischen Tageszeitung Página 12 sind von den 250 Mio. US-Dollar Budget nur 90 Mio. US-Dollar übrig. 150 Mio. US-Dollar wurden für Sozialprojekte, die in keinem Zusammenhang mit der Flusssäuberung standen, ausgegeben und lediglich 1 Mio. Dollar wurde für den eigentlichen Zweck verwendet. Kritiker monieren, dass lediglich Schiffswracks gehoben wurden, jedoch keine Anstrengungen unternommen wurden, dass einfach Schiffe aufgegeben werden und dann im Fluss versinken.
Im Jahr 2006 wurde die Autoridad de Cuenca Matanza Riachuelo (ACUMAR) gegründet, die 2008 vom Obersten Gerichtshof Argentiniens mit einem neuen Sanierungsplan beauftragt wurde. Der Plan beinhaltet die Hebung von Schiffswracks und die Säuberung des Flusses von Müll, die Umsiedlung von Elendsvierteln und den Fluss verschmutzenden Betrieben sowie die Kontrolle der Industrie in der Umgebung durch die ACUMAR. Der langsame Fortschritt des Plans führte jedoch 2011 zum Austausch der Spitze dieser Behörde durch die Nationalregierung.
Im Jahr 2013 führten die genannten Missstände zur „Nominierung“ des Flusses unter den Top 10 der am stärksten verseuchten Gebiete der Erde durch das Blacksmith Institute. Niemand glaubt, dass er ein idyllischer Fluss werden wird; ein Erfolg wäre es nur schon, wenn zumindest die schweren Gesundheitsrisiken für die Bevölkerung gebannt wären.

## Brücken
Über den Riachuelo führen zahlreiche Brücken, von denen einige auch architektonisch interessant sind. Die tiefliegenden Brücken im schiffbaren Abschnitt sind meist Rollklappbrücken der Bauart Scherzer.
- Puente de la Autopista Buenos Aires – La Plata: Sie liegt der Mündung in den Río de la Plata im Hafengebiet von La Boca am nächsten, wurde am 1. Juli 1995 eingeweiht und hat eine freie Höhe von 28 Metern.
- Puente Nicolás Avellaneda: Sie wurde 1940 eingeweiht und verbindet Buenos Aires mit dem Partido Avellaneda.
- Puente Transbordador „Nicolás Avellaneda“: Die einzige Schwebefähre in Lateinamerika ist eines der Wahrzeichen von La Boca und liegt etwa 50 Meter westlich der Puente Nicolás Avellaneda. Sie stammt von 1913. Seit 1947 ist sie nicht mehr im Regelbetrieb.
- Puente Barraca Peña, eine Eisenbahnrollklappbrücke, die zum Netz der breitspurigen Ferrocarril General Roca gehört, aber nur noch selten befahren wird und in der Regel geöffnet ist
- Nuevo Puente Pueyrredón: Sie wurde am 19. Dezember 1969 eröffnet. Sie verbindet die Avenidas Mitre und Hipólito Yrigoyen (Partido de Avellaneda) mit der Autopista Nueve de Julio in Buenos Aires.
- Puente Pueyrredón: Sie verbindet ebenfalls die Avenida Mitre mit Buenos Aires.
- Eisenbahnbrücke der Ferrocarril General Roca, die viergleisige und hochliegende Brücke verbindet den Bahnhof Plaza Constitución mit den Hauptstrecken Richtung La Plata und zum Knotenpunkt Temperley im Süden des Großraums Buenos Aires,
- Puente Bosch: Rollklappbrücke neben der Eisenbahnbrücke der Ferrocarril General Roca, bekannt für einen Straßenbahnunfall am 12. Juli 1930, bei dem ein Wagen in den Fluss stürzte und 56 von 60 Wageninsassen starben. Heutzutage wird die Brücke nur noch vom Straßenverkehr benutzt.
- Puente Victorino de la Plaza: Sie wurde 1916 eingeweiht und verbindet Barracas mit Piñeiro.
- Puente Ingeniero Brian, eine 1902 gebaute, eingleisige Eisenbahnbrücke im Bereich des Meandro de Brian, die mit den Holzjochen einen provisorischen Eindruck macht. Sie ist nicht mehr in Betrieb, auf dem ehemaligen Güterbahnhofsgelände nördlich haben sich Elendssiedlungen entwickelt.
- Puente Alsina oder Ezequiel Demonty: Sie stammt von 1938 und verbindet Nueva Pompeya mit dem Vorort Valentín Alsina. Die im neoklassischen Stil erbaute Brücke ersetzte den von 1859 stammenden Vorgänger. Die Brücke ist eine Rollklappbrücke mit zwei gegenläufig öffnenden Überbauten nebeneinander.
- Puente de la Noria: Die Brücke stellt die Grenze zwischen dem Matanza und dem Riachuelo dar.
- Eisenbahnbrücke der Teilstrecke M der meterspurigen Ferrocarril General Belgrano Sur nach Puente Alsina, seit 2017 außer Betrieb
- Puente Colorado, Eisenbahnbrücke der breitspurigen Radialstrecke Temperley–Haedo der Ferrocarril General Roca
- Puente de la Ruta Provincial 4: Sie ist auch als Camino de Cintura bekannt.
- Puente de la Ruta Nacional A002: Bekannt als Autopista Ricchieri.

Etwa zwei Kilometer danach ist der Fluss nicht mehr kanalisiert.
- Eisenbahnbrücke der Zweigstrecke G3 Gonzales Catán–La Plata der Ferrocarril General Belgrano, Stahlfachwerkbrücke, die Strecke ist abgebaut,
- Puente de la Ruta Nacional 3: Sie verbindet die Partidos Cañuelas und Marcos Paz.